# 1825 год в литературе

## Книги
- «Арденнские сказки» — произведение Генри Дэвида Инглиса.
- «Борис Годунов» — пьеса Александра Пушкина.
- «Горе от ума» — пьеса Александра Грибоедова.
- «Граф Нулин» — поэма Александра Пушкина.
- «Жених» — сказка Александра Пушкина.
- «Обручённая» — роман Вальтера Скотта.
- «Талисман» — роман Вальтера Скотта.
- «Театр Клары Газуль» (Théâtre de Clara Gazul) — сборник пьес Проспера Мериме.

## Родились
- 24 февраля — Жюль Жирар, французский литературовед (умер в 1902).
- 8 мая — Джордж Брюс Маллесон, британский писатель (умер в 1898).
- 9 мая — Перегрин Обдржалек, чешский священник и писатель (умер в 1891).
- 16 мая – Фридрих Уль, австрийский писатель, журналист, издатель.(умер в 1906).
- 6 июня — Игнатий Цингерле, немецкий филолог и писатель (умер в 1892).
- 8 июня — Анджей Цинтяла, польский писатель (умер в 1898).
- 15 августа — Бернардо Гимарайнш, бразильский писатель (умер в 1884).
- 9 октября — Василий Иванович Водовозов, русский педагог, переводчик, детский писатель (умер в 1886).
- 18 октября — Клара фон Глюмер, немецкая писательница, переводчица и педагог (ум. 1906).
- 24 ноября — Маврикий Осипович Вольф, русский издатель и книгопродавец (умер в 1883).

## Скончались
- 23 апреля — Фридрих Мюллер, немецкий поэт и живописец (родился в 1749).
- 24 ноября — Карл Фридрих Генслер,  немецкий писатель и драматург (родился в 1761).
- 25 ноября – Дефонтен-Лавалле, французский писатель.
- Дызма-Боньча Томашевский, польский поэт, писатель, драматург, переводчик, журналист, мемуарист (родился в 1749).